# クリスマスのまえのばん

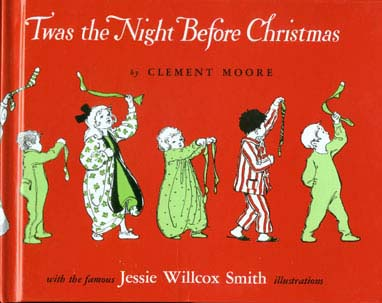
1912年発行の本詩の本（絵：Jessie Willcox Smith）

『クリスマスのまえのばん』（"'Twas the Night Before Christmas" または "The Night Before Christmas"）、別題『サンタクロースがやってきた』（英語: "A Visit from St. Nicholas"）は、1823年に米国の新聞に無名で発表された英語の詩である。一般に作者はクレメント・クラーク・ムーアとされるが異説もある。世界的に商業化されたクリスマスとサンタクロースのあり方に大きな影響を与えた作品で、現在でも米国を中心にクリスマスを迎える時期に広く朗読されている。

## 来歴
本詩は1823年12月23日に米国ニューヨーク州トロイの『センティネル』紙 (Sentinel) に無名で発表された。原題の"A Visit from St. Nicholas"は「聖ニコラスの訪問」を意味し、内容はクリスマスの前の晩に子供たちの父であると思われる「私」がトナカイの引くそりに乗ったサンタクロースが贈り物を持ってきてくれた様子を目撃するというものである。詩の書き出しから現在では『クリスマスのまえのばん（クリスマスの前の晩）』という題で広く知られている。
その後も再版を重ね、後に作者はコロンビア・カレッジの東洋・ギリシア文学教授クレメント・クラーク・ムーア（Clement Clarke Moore）に帰された。1844年にはムーアの作品集に収録されて、現在に至るまで一般的にはムーアの作品として流布している。しかし、真の作者はムーアの友人ヘンリー・リビングストン・ジュニア（Henry Livingston, Jr.）とする異論もある。
本詩は米国内で広く流布し、現在に至るまで米国を中心にクリスマスの時期に家庭、学校、テレビやラジオ等で広く朗読されているほか、パロディや翻案作品も少なくない。アメリカにおけるクリスマスやサンタクロースのイメージ形成に多大な影響を与え、これが20世紀後半には歌・映画等を通じて世界中に伝えられ、現在、商業化されたクリスマスやサンタクロースのイメージとなっている。すなわち、クリスマス・イヴにサンタクロースが8頭立てのトナカイのそりに乗ってやってくること、サンタクロースは小柄で太った白髭の老爺で幸せそうによく笑うこと、背中におもちゃのたくさん入った包みを背負って家の屋根の煙突から下りてきて、暖炉のそばに置いた靴下に贈り物を入れてくれることといったイメージである。詩の中では8頭のトナカイにそれぞれ名前がついているが、これは世界には普及しなかった。英国および英連邦諸国では、北アメリカに比してこの詩を知っている人は少ない。

### 英文原詩の訳
原詩は英語詩の韻律「弱弱強四歩格」、押韻は2行毎の「脚韻」を使用している。簡単に翻訳すると
それはクリスマスの前の晩、家中で

生き物は、ネズミさえも動かなくなったころ、

靴下は煙突のそばに下げられていて、

サンタクロースが来るのを待っていた。

子供たちはベッドに寝静まって、

頭の中で砂糖入り菓子が踊っていて、

ママは布をかぶっていて、私は帽子をかぶり、

長い夜の眠りについた時に。

突然外の庭で大きな音がしたので、

私はベッドから飛び起きて、何だろうと思い、

窓のそばにいって、雨戸を開けた。

降ったばかりの雪の上に月が

昼間のように光を投げていた。

すると目の前に何と

小さなソリと八頭のトナカイが見えて、

御者が元気なおじいさんだったので、

サンタクロースだとすぐ分かった。

ワシよりも早くトナカイたちは飛んできて

サンタさんは大声で名前を呼んだ。

「そらダッシャー、そらダンサー、それプランサー、ヴィクセン、

行けコメット、行けキューピッド、ドナー、ブリッツェン、

ポーチの上まで、煙突の上まで！

早く走れ、それ走れ、みんな走れ！」

ハリケーンの前で枯葉が舞うように、

何かにぶち当たると、ソリは空へ舞いあがる、

だからトナカイたちは家の屋根の上へ飛んで行った、

おもちゃがいっぱいのソリとサンタクロースを載せて。

私が驚いていると、屋根の上に

トナカイたちがコトコト動いているのが聞こえた。

頭を引っ込めて、ぐるりと回したら

サンタさんがポンと煙突を下りてきた。

サンタさんは頭から足まで、毛皮の服を着て、

それが灰とススにまみれていた。

後ろにはおもちゃを沢山背負って、

包を開く前の行商人のようだった。

目が光っていて、えくぼが幸せそうで、

頬は紅色で、サクランボみたいだった。

小さな口を弓のようにして、

あごには雪のように白いヒゲを生やして、

歯にはパイプをきつくかんで、

煙が花輪のように頭をめぐっていた。

サンタさんの顔は広くて、丸いお腹は

笑う時に震えて、ジェリーが入ったボウルのようだった。

かわいく太っていて、愉快な妖精のようだった。

思わず笑ってしまった私に

目をウィンクして、頭をかしげたので、

何も怖くないとすぐ分かった。

言葉は何も言わなくて、すぐ仕事に取り掛かって、

靴下をいっぱいにして、くるりと身を回して、

そして指を鼻の脇に置いて、

それからうなづいて、煙突を登っていった。

それからソリに飛び乗って、トナカイたちに口笛を吹いて、

枯草が舞うように、飛んでいってしまった。

でも見えなくなる前に、サンタさんが叫ぶのが聞こえた。

「クリスマス、おめでとう！みんな、お休み！」

## 日本語訳の絵本
- 『クリスマスのまえのばん』大沢昌助絵、渡辺茂男訳、福音館書店〈こどものとも〉、1959年[2]
- 『クリスマスのまえのばん - サンタクロースがやってきた』タシャ＝チューダー絵、中村妙子訳、偕成社、1980年 ISBN 978-4033271408
- 『あすはたのしいクリスマス』トミー・デ・パオラ（英語版）絵、かなせきひさお（金関寿夫）訳、ほるぷ出版、1981年 ISBN 9784593501564
- 『サンタがイブにやってきた』マイケル・フォアマン（英語版）絵、きたむらまさお訳、大日本絵画、1988年
- 『イブにサンタがやってきた』マイケル・ヘイグ（英語版）絵、きたむらまさお訳、大日本絵画、1989年
- 『サンタクロースがやってきた』グランマ・モーゼス絵、倉橋由美子訳、JICC出版局、1992年 ISBN 978-4796605106
- 『サンタクロースがきたばんに』キース・モアビーク絵、きたむらまさお訳、大日本絵画、1992年 ISBN 978-4499301473
- 『クリスマスのまえのばん』トム・パトリック絵、上野和子訳、大日本絵画、1993年
- 『クリスマスのまえのばん』ウィリアム・W・デンスロウ絵、わたなべしげお訳、福音館書店、1996年 ISBN 978-4834013702
- 『クリスマスのまえのばん』ターシャ・テューダー絵、中村妙子訳、偕成社、2000年（1980年の改訂版） ISBN 978-4033278001
- 『クリスマスのまえのばん』ジェシー・W・スミス絵、ごとうみやこ訳、新世研、2001年 ISBN 978-4880120768
- 『ナイト・ビフォー・クリスマス』ロバート・サブダ（英語版）絵、きたむらまさお訳、大日本絵画、2003年
- 『クリスマスのまえのばん』リスベート・ツヴェルガー絵、江國香織訳、BL出版 2006年 ISBN 978-4776402022
- 『クリスマスのまえのよる』ニルート・プタピパット絵、きたむらまさお訳、大日本絵画、2007年 ISBN 978-4499281850
- 『クリスマスのまえのよる』ロジャー・デュボアザン（英語版）絵、こみやゆう（小宮由）訳、主婦の友社、2011年 ISBN 978-4072801000
- 『聖ニコラスがやってくる!』ロバート・イングペン（英語版）絵、柳瀬尚紀訳、西村書店、2011年 ISBN 978-4890139309
- 『しずかなしずかなクリスマス・イヴのひみつ』アンジェラ・バレット（英語版）絵、石井睦美訳、BL出版、2012年 ISBN 978-4776405474
- 『サンタクロースとあったよる』ホリー・ホビー（英語版）絵、二宮由紀子訳、BL出版、2014年 ISBN 978-4776406266
- 『とびだす!クリスマスのまえのよる』ガイア・ボルディッキャ絵、みたかよこ訳、大日本絵画、2019年